# Tadeusz Morawski (aktor)
Tadeusz Morawski (ur. 9 stycznia 1938 w Zgierzu, zm. 5 grudnia 2015 w Częstochowie) – polski aktor teatralny, filmowy, serialowy i Teatru Telewizji. 

## Życiorys
Absolwent PWSFTviT w Łodzi (1960), aktor Bałtyckiego Teatru Dramatycznego im. Słowackiego (1960−1963, 1965−1969), Teatru Polskiego w Bydgoszczy (1963−1965), Teatru Współczesnego we Wrocławiu (1969−1972), Teatru Polskiego w Poznaniu (1972−1975), Teatru im. Kochanowskiego w Opolu (1975−1984) i Teatru im. Mickiewicza w Częstochowie (1984−2002). Pochowany na cmentarzu Kule.

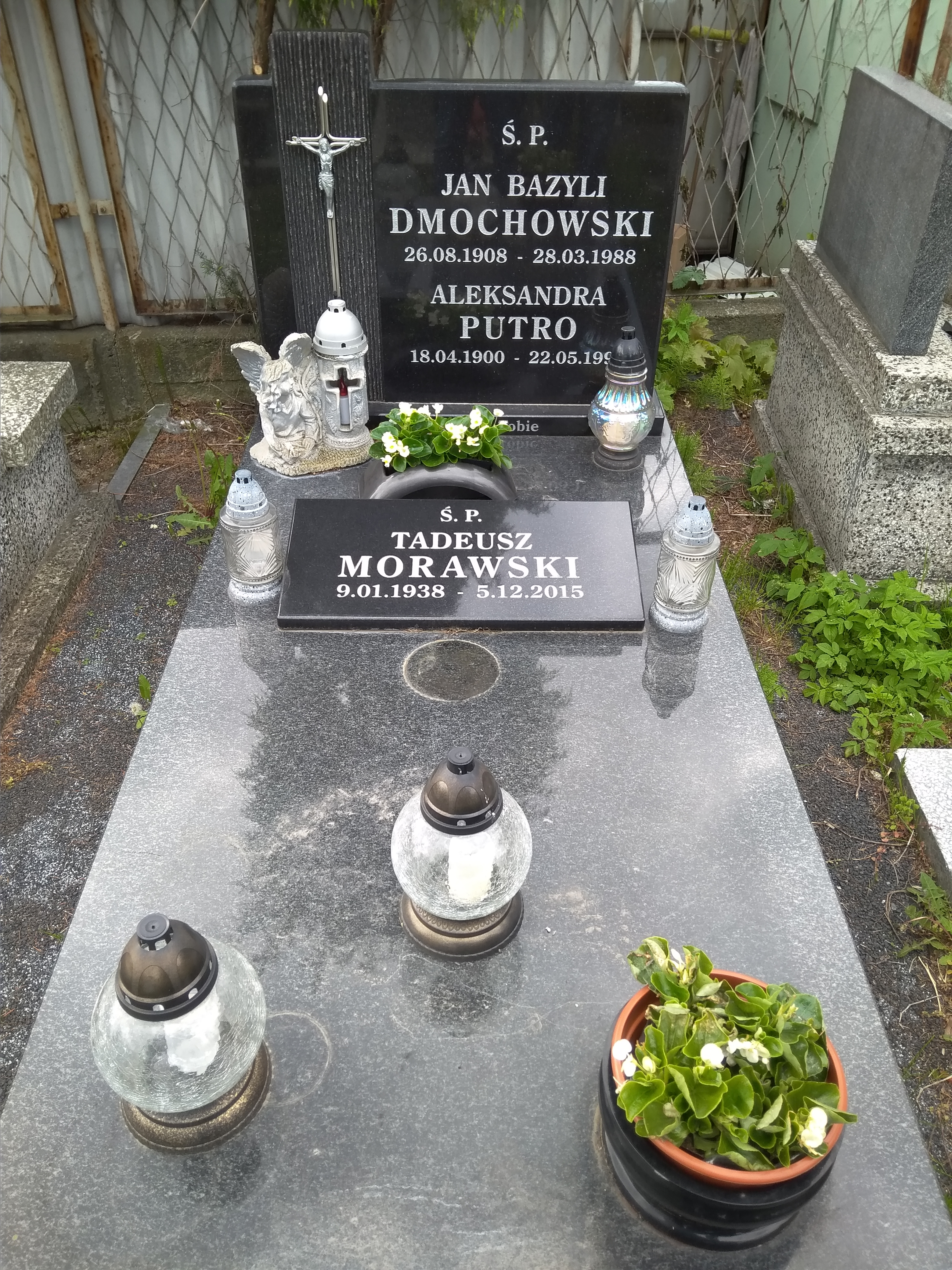
Grób Tadeusza Morawskiego na Cmentarzu Kule w Częstochowie (sektor 123, rząd PD, nr grobu 1)